# Дембе (Леґьоновський повіт)
Дембе (пол. Dębe) — село в Польщі, у гміні Сероцьк Леґьоновського повіту Мазовецького воєводства.
Населення — 444 особи (2011).
У 1975—1998 роках село належало до Варшавського воєводства.

## Демографія
Демографічна структура станом на 31 березня 2011 року:
|          | Загалом | Допрацездатний вік | Працездатний вік | Постпрацездатний вік |
| -------- | ------- | ------------------ | ---------------- | -------------------- |
| Чоловіки | 226     | 46                 | 150              | 30                   |
| Жінки    | 218     | 36                 | 132              | 50                   |
| Разом    | 444     | 82                 | 282              | 80                   |